# فرودگاه توبرموری
فرودگاه توبرموری (به انگلیسی: Tobermory Airport) یک فرودگاه همگانی است که یک باند فرود آسفالت دارد و طول باند آن ۹۶۹ متر است. این فرودگاه در کشور کانادا قرار دارد و در ارتفاع ۲۱۳ متری از سطح دریا واقع شده است.